# Gran Premio motociclistico del Giappone 1967
Il Gran Premio del Giappone fu il tredicesimo e ultimo appuntamento del motomondiale 1967.
Si svolse il 14 ottobre 1967 sul circuito del Fuji. Non corsero le classi 500 e sidecar.
In 50 Hans-Georg Anscheidt, già campione del mondo, ebbe problemi di motore, lasciando la vittoria al compagno di Marca Mitsuo Itoh, in un podio tutto Suzuki (secondo Stuart Graham e terzo Hiroyuki Kawasaki). La prima moto non Suzuki fu la Derbi dell'australiano Barry Smith, quinto.
In 125, ennesima vittoria stagionale di Bill Ivy, davanti alla nuova Suzuki quattro cilindri di Stuart Graham.
Nella gara più attesa, quella della quarto di litro, i due contendenti per il titolo Phil Read e Mike Hailwood si ritirarono entrambi (rottura dell'albero motore per Read e del magnete per Hailwood). La vittoria della gara andò a Ralph Bryans. La classifica recitava: Read 56 punti, Hailwood 54, ma per la regola degli scarti (che imponeva di prendere i 7 migliori risultati) entrambi erano a 50 punti. La situazione di stallo verrà risolta al congresso della F.I.M. a fine ottobre, dando il titolo ad Hailwood per il maggior numero di vittorie (5 a 4).
Hailwood vinse la gara della 350, agevolato dalla mancanza della MV Agusta (tra gli italiani, risultano presenti solo Gilberto Milani, 5° in 250 e 350 con l'Aermacchi e Alberto Pagani, ritirato in 125).

## Classe 350

### Arrivati al traguardo
| Pos. | Pilota            | Moto      | Tempo         | Punti |
| ---- | ----------------- | --------- | ------------- | ----- |
| 1    | Mike Hailwood     | Honda     | 0h 56' 04" 24 | 8     |
| 2    | Ralph Bryans      | Honda     | + 0' 01" 86   | 6     |
| 3    | Shigeyoshi Mimuro | Yamaha    | + 1 giro      | 4     |
| 4    | Masahiro Wada     | Yamaha    | + 1 giro      | 3     |
| 5    | Gilberto Milani   | Aermacchi | + 2 giri      | 2     |
| 6    | Toshimi Yorino    | Honda     | + 2 giri      | 1     |

## Classe 250

### Arrivati al traguardo
| Pos. | Pilota            | Moto      | Tempo Distacco | Punti |
| ---- | ----------------- | --------- | -------------- | ----- |
| 1    | Ralph Bryans      | Honda     | 0h 53' 05" 05  | 8     |
| 2    | Akiyasu Motohashi | Yamaha    | + 0' 21" 58    | 6     |
| 3    | Jyun Hamano       | Yamaha    | + 3 giri       | 4     |
| 4    | Tommy Robb        | Bultaco   | + 3 giri       | 3     |
| 5    | Gilberto Milani   | Aermacchi | + 3 giri       | 2     |
| 6    | Bill Ivy          | Yamaha    | + 4 giri       | 1     |

## Classe 125

### Arrivati al traguardo
| Pos. | Pilota         | Moto    | Tempo         | Punti |
| ---- | -------------- | ------- | ------------- | ----- |
| 1    | Bill Ivy       | Yamaha  | 0h 45' 27" 48 | 8     |
| 2    | Stuart Graham  | Suzuki  | + 0' 49" 31   | 6     |
| 3    | Hideo Kanaya   | Suzuki  | + 1 giro      | 4     |
| 4    | Isao Morishita | Suzuki  | + 1 giro      | 3     |
| 5    | Yasuno Shigeno | Suzuki  | + 2 giri      | 2     |
| 6    | Barry Smith    | Bultaco | + 4 giri      | 1     |

## Classe 50

### Arrivati al traguardo
| Pos. | Pilota               | Moto   | Tempo         | Punti |
| ---- | -------------------- | ------ | ------------- | ----- |
| 1    | Mitsuo Itoh          | Suzuki | 0h 36' 08" 38 | 8     |
| 2    | Stuart Graham        | Suzuki | + 0' 00" 07   | 6     |
| 3    | Hiroyuki Kawasaki    | Suzuki | + 0' 30" 37   | 4     |
| 4    | Hans-Georg Anscheidt | Suzuki | + 1' 05" 29   | 3     |
| 5    | Barry Smith          | Derbi  | + 2 giri      | 2     |
| 6    | Mitsuo Akamatsu      | Suzuki | + 3 giri      | 1     |

## Fonti e bibliografia
- Corriere dello Sport, 16 ottobre 1967, pag. 14.